# تی‌اس‌اس کانووا
تی‌اس‌اس کانووا (به انگلیسی: TSS Kanowna) یک کشتی بود که طول آن ۱۲۶ متر (۴۱۳ فوت) بود.